# Benderloch
Benderloch (gaelico scozzese: Meadarloch) è un villaggio dell'Argyll e Bute, in Scozia.